# كريس جرينهالغ
كريس جرينهالغ (بالإنجليزية: Chris Greenhalgh)‏‏ (1963 - ) كاتب، وكاتب سيناريو، وروائي من المملكة المتحدة.

## روابط خارجية
- كريس جرينهالغ على موقع IMDb (الإنجليزية)
- كريس جرينهالغ على موقع ألو سيني (الفرنسية)
- كريس جرينهالغ على موقع أول موفي (الإنجليزية)
- كريس جرينهالغ على موقع قاعدة بيانات الأفلام السويدية (السويدية)
- كريس جرينهالغ على موقع قاعدة بيانات الفيلم (الإنجليزية)
- كريس جرينهالغ على موقع كينوبويسك (الروسية)